# Cuộc tấn công của những người chết (Thế Chiến I)

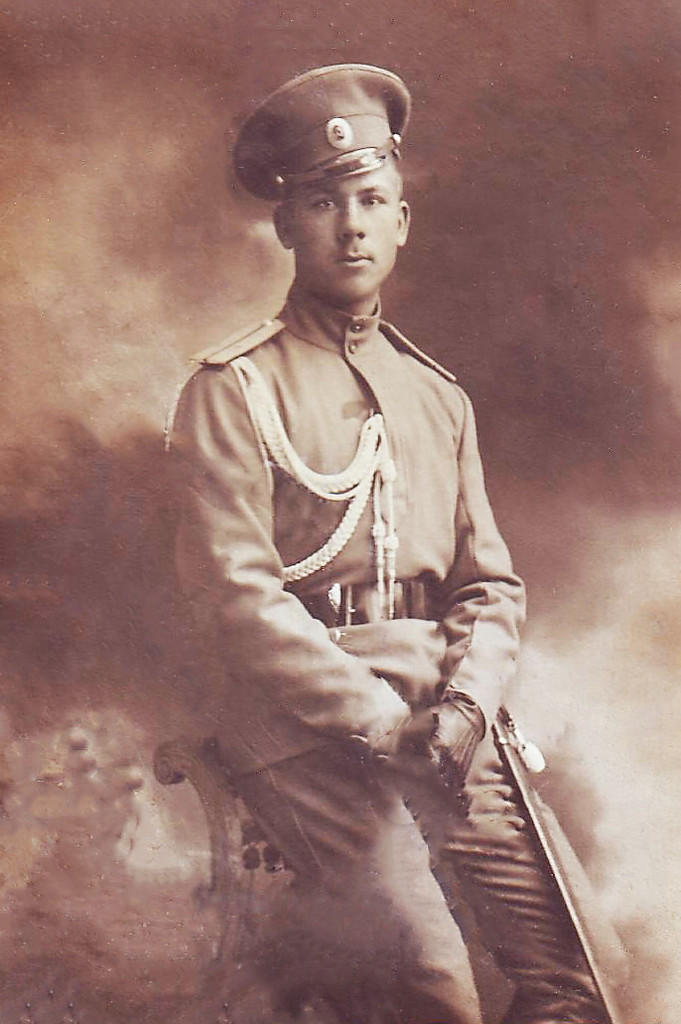
Trung úy Vladimir Karpovich Kotlinsky, chỉ huy pháo đài Osowiec trong cuộc tấn công

Lính Đức đã phát động một cuộc tấn công trực diện hoàn toàn vào pháo đài Osowiec vào đầu tháng 7; cuộc tấn công bao gồm 14 tiểu đoàn bộ binh,24-30 súng hạng nặng và 30 khẩu pháo được trang bị khí độc do Paul von Hindenburg chỉ huy. Lực lượng phòng thủ Nga bao gồm 500 binh sĩ thuộc Trung đoàn Bộ binh 226 Zemlyansky và 400 dân quân.
Lính Đức đã đợi đến 4 giờ sáng ngày 6 tháng 8 để có điều kiện gió thuận lợi để cuộc tấn công mở màn bằng các cuộc bắn phá bằng pháo kết hợp với khí clo.
Hơn mười hai tiểu đoàn của Sư đoàn 11 Landwehr, gồm 7000 người tiến lên sau khi bắn phá và chỉ gặp ít kháng cự. Họ bị phản công bởi 60 - 100 người sống sót của Đại đội 13 thuộc Trung đoàn Bộ binh 226 của Nga. Lính Đức trở nên hoảng loạn vì vẻ ngoài đẫm máu của người Nga (họ đã ho ra máu do khí gas) và lính Đức rút lui. Năm khẩu súng còn lại của Nga sau đó đã xả súng vào quân Đức đang chạy trốn. Vụ việc này được gọi là "Cuộc tấn công của những người chết".
Lính Nga đã không giữ Osowiec lâu hơn nữa. Lính Đức đã bao vây pháo đài bằng việc chiếm Kovno và Novogeorgiesk. Lính Nga sau đó đã phá hủy phần lớn Osowiec và rút vào ngày 18 tháng 8.